# Trolejbusová doprava v Teplicích

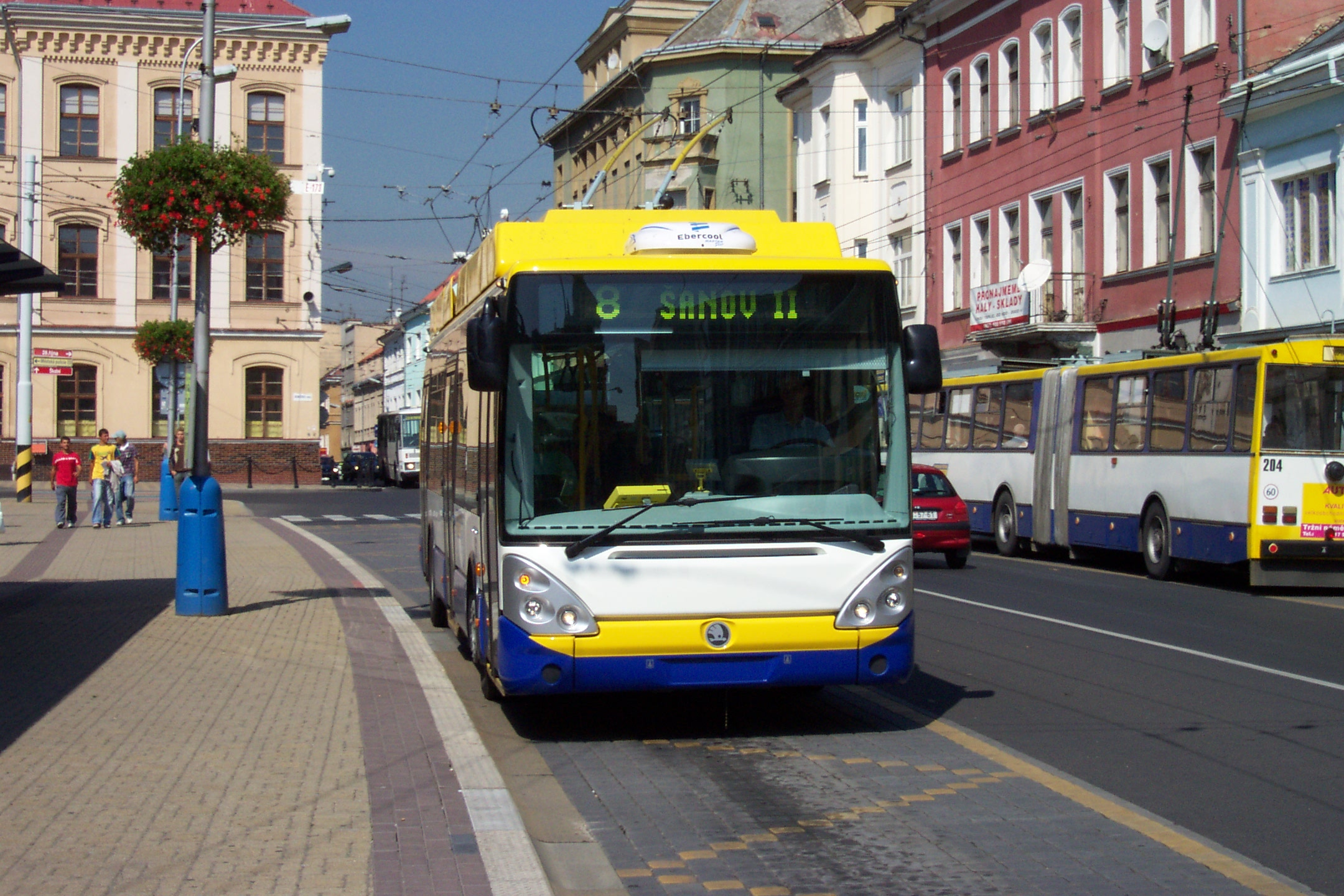
Trolejbus Škoda 24Tr na Benešově náměstí, v pozadí trolejbus typu 15Tr

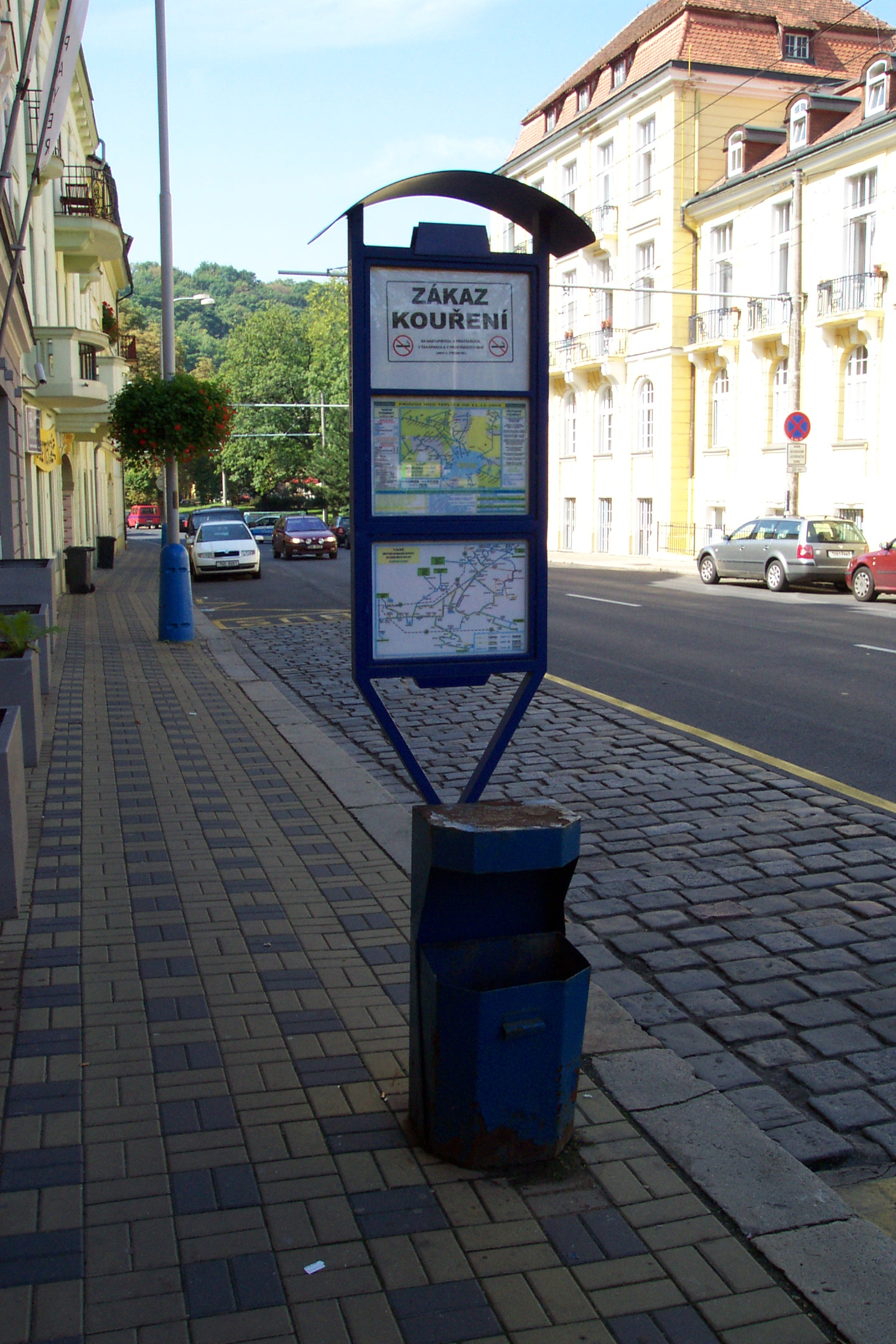
Zastávka Císařské lázně

Teplice jsou jedno z měst v Česku, kde je v provozu síť trolejbusové dopravy. Jejím provozovatelem je od roku 2024 městská příspěvková organizace Městská doprava Teplice.

## Historie

### Vznik a rozvoj trolejbusové sítě
Páteřní tramvajová síť existovala v Teplicích od roku 1895 a postupně byla rozšiřována, byla však v celé délce jednokolejná s výhybnami a kapacitně přestávala stačit už krátce po první světové válce. V roce 1932 začala být doplňována posilovými autobusy, ale skutečné řešení nabídla až nová koncepce městské dopravy v roce 1945, která předpokládala zdvojkolejnění nejvytíženějšího úseku tramvajové trati a její doplnění dvěma okružními trolejbusovými linkami.
První úsek trolejbusové trati byl otevřen 1. května roku 1952; byla to okružní trať vedoucí z hlavního nádraží přes Benešovo náměstí, Šanov, Jankovcovu ulici zpět k nádraží. Spojení trati s vozovnou bylo provedeno pomocí jednostopé manipulační trati. S likvidací tramvajové sítě se tehdy ještě nepočítalo, uvažovalo se naopak o soužití obou systémů. Již kolem roku 1954 se ale ukázalo, že koncepce okružní trati je velkou nevýhodou celého nového systému a byla proto zrušena trolejbusová trať mezi Benešovým náměstím, nádražím, Jankovcovou a Šanovem, čímž vznikla klasická trať Benešovo náměstí – Šanov. Čerstvě dostavěný úsek mezi Benešovým náměstím, Lounskou ulicí a koupalištěm, který nevyhovoval novým plánům na rozvoj trolejbusové sítě, byl brzy opět demontován, aniž by byl alespoň dočasně zprovozněn.
Poválečná koncepce městské hromadné dopravy byla roku 1956 přepracována: rozhodlo se o definitivním zrušení chátrající městské tramvajové trati a o jejím nahrazení trolejbusy v celém rozsahu. Město tak následovalo tehdy běžný trend rušení úzkokolejných tramvají v tehdejším Československu (1947-48 Jihlava, 1949-50 České Budějovice, 1951-56 Opava, 1952 Mariánské Lázně, 1959-65 Jablonec nad Nisou, 1970 Ústí nad Labem) ve prospěch perspektivnější dopravy trolejbusové (s výjimkou Jablonce, kde byla nahrazena autobusy; v Ústí byly trolejbusy zavedeny až roku 1988).
Namísto zrušeného tramvajového úseku byl postaven úsek nový, 1. března 1956 byla do užívání dána trať vedoucí od Městských sálů (kde byla v té době ukončena poslední fungující tramvajová linka do Dubí) přes Benešovo náměstí a Duchcovskou ulici na Rooseveltovo náměstí v Řetenicích. Ta byla ještě v roce 1957 prodloužena do Újezdečka (částečně ale jako jednostopá).

### 60. a 70. léta
V roce 1962 se síť dočkala dalšího rozšíření, když byla trať spojující vozovnu se zbytkem sítě prodloužena až do Novosedlic a o rok později byl i úsek v Újezdečku přeložen do nové trasy. Poslední novou tratí byl úsek od Červeného kostela až k ČSAD do Trnovan, otevřený pro veřejnost roku 1967. Poté však následovalo období útlumu, vyvolané celosvětovým trendem omezování elektrické trakce ve prospěch trakčně nezávislé dopravy autobusové, v československých podmínkách pak reprezentované hromadnými dodávkami prostorných a rychlých autobusů Karosa ŠM 11. Právě uvedená trnovanská trať byla roku 1978 zrušena, ale i díky důsledkům ropného šoku z roku 1979 už ale k dalším redukcím elektrické sítě nedošlo.

### 80. léta

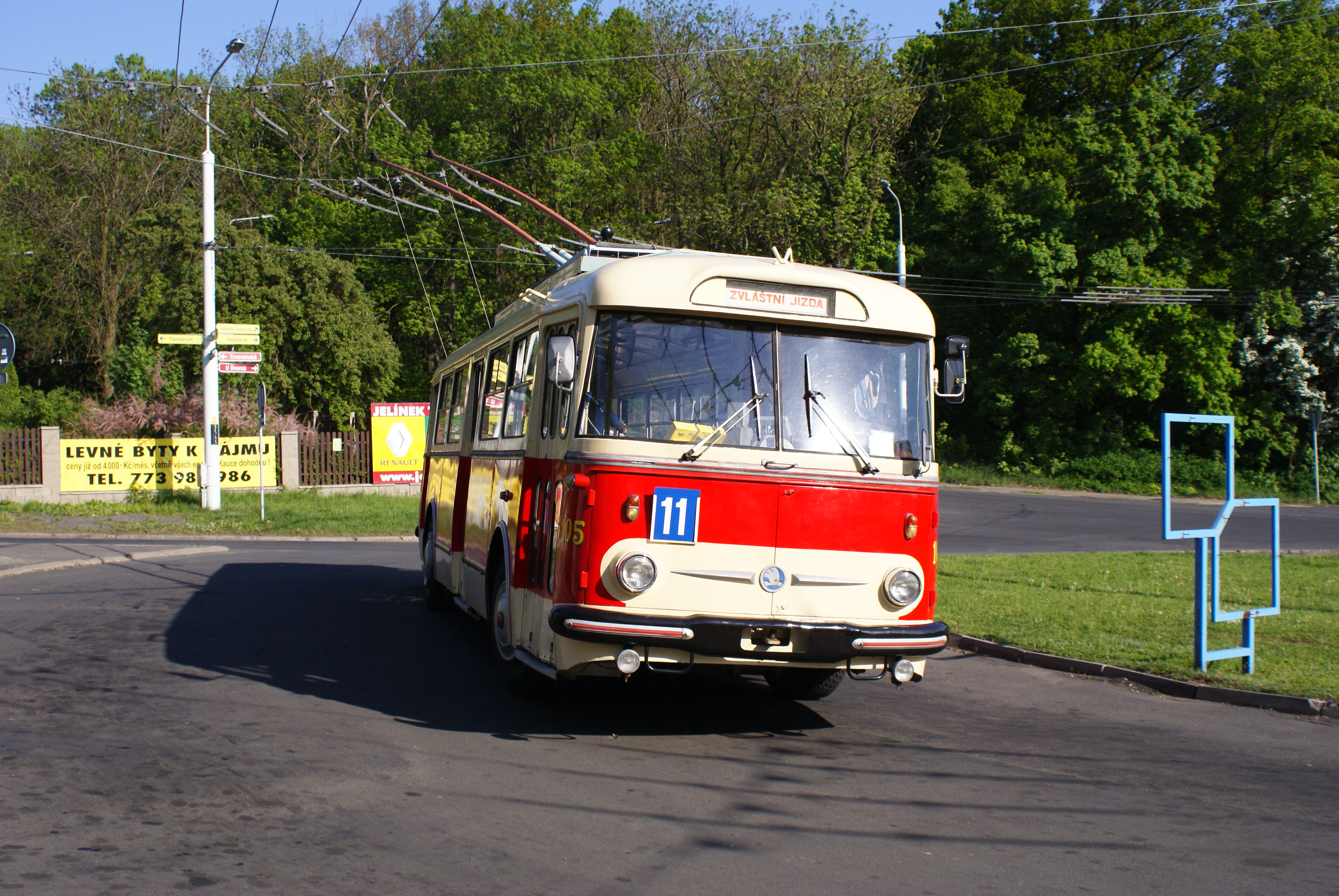
Historický trolejbus Škoda 9Tr v konečné stanici Panorama

Renesance elektrické trakce se datuje od počátku 80. let, a to i díky státem deklarované snaze o zlepšení ovzduší v průmyslových oblastech. Prvním viditelným signálem byly dodávky nových trolejbusů Škoda 14Tr a projektování nových tras. Po plánovaném otevření nového povrchového hnědouhelného dolu na severu města totiž měla přijít přestavba města, přesněji řečeno (po vzoru starého Mostu) likvidace severní části Teplic i centra městské části Dubí. Kvůli tomu vznikla nová sídliště Nová Ves a Prosetice pro desetitisíce lidí, kam se měla přesouvat i trolejbusová vozovna.
V roce 1984 byly vybudován krátký úsek od Městských sálů do Zemské ulice, v březnu roku 1987 byla obnovena trať od Červeného kostela do Trnovan k ČSAD a prodloužena dále Modlanskou ulicí k Sometu. Ještě na konci srpna téhož roku k ní přibyla odbočka přes nové trnovanské sídliště k Angeru, v roce 1989 pak byla otevřena nová trať mezi Pražskou ulicí a Proseticemi. Povrchový důl však nebyl realizován a k bourání starého města nedošlo.

### 90. léta
Ve východní části města se mezitím stavělo dále; roku 1990 byl zprovozněn úsek ze Sometu na konečnou Sochorova a v roce 1991 byla síť ještě doplněna o trať vedoucí mimo centrum od hlavního nádraží po ulici Jateční k nemocnici. Tento úsek umožňuje odklon dopravy při neprůjezdnosti hlavní trati do Řetenic. V roce 1993 byl zrušen provoz na odbočce z Pražské ulice do Šanova, o rok později ale provoz obnoven.
Téhož roku existovalo v Teplicích 7 trolejbusových linek.
Roku 1995 nakonec došlo ke zrušení tratě od vozovny do Novosedlic, o tři roky později odtud byly odstraněny také troleje.

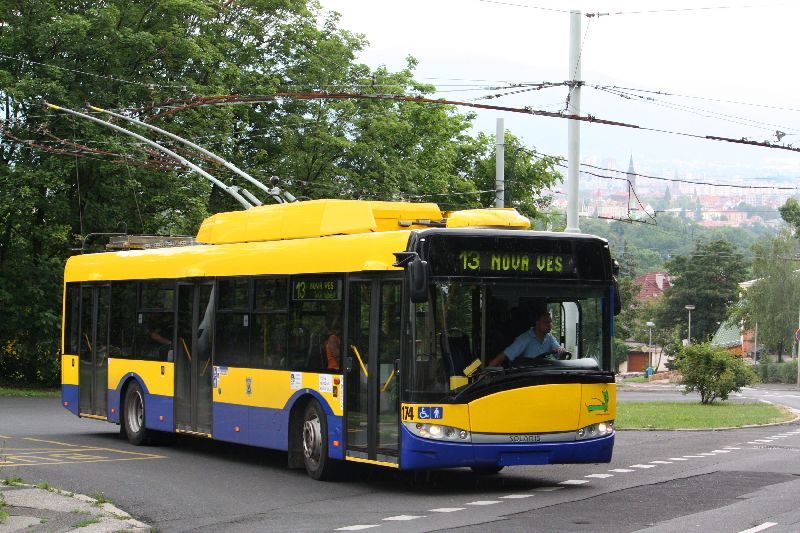
Teplický vůz Škoda 26Tr

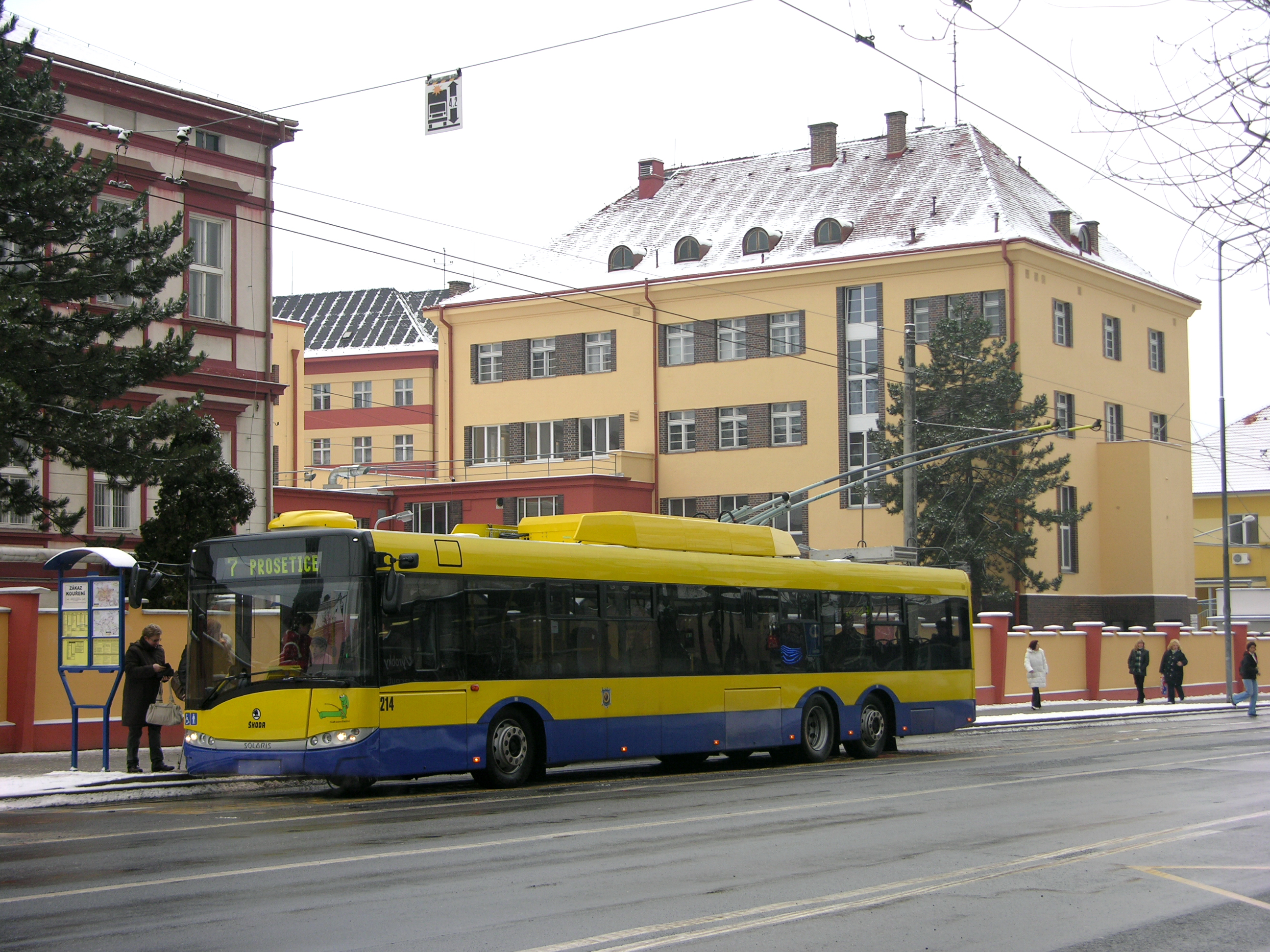
Škoda 28Tr na zastávce Teplice, nemocnice

V roce 1996 byl dokončen nový úsek na Třešňovku a Novou Ves, v lednu 1997 byla dostavěna trať ze Sochorovy ulice na Panorámu a současně propojena přes Šrámkovu ulici s hlavní tratí na Masarykově ulici.

### Současnost
Od konce 90. let se zatím žádné stavební změny nekonají, postupně je obměňován vozový park. Jezdí zde (od září 2017) celkem jedenáct pravidelných trolejbusových linek a jedna nostalgická.
Od 1. července 2013 do 31. prosince 2023 byl provozovatelem trolejbusové dopravy dopravce Arriva City (dříve Veolia Transport Teplice, poté Arriva Teplice), jenž vznikl transformací soukromého Dopravního podniku Teplice po jeho odkoupení nadnárodní společností Veolia Transport roku 2008. Technické prostředky dopravy, tj. infrastruktura i vozidla, však byly nadále vlastněny městem, které je provozovateli dopravy pouze pronajímalo. Od 1. ledna 2024 provoz převzala městská příspěvková organizace Městská doprava Teplice.

## Vozový park
Provoz trolejbusové dopravy v Teplicích zahajovaly vozy Škoda 7Tr. Postupem času je následovaly další „škodovácké“ typy: 8Tr a 9Tr. Přibývající počet vozidel Škoda 14Tr a kloubových Škoda 15Tr (které měly původně jezdit mezi Českými Budějovicemi a JE Temelín) umožnil na přelomu 80. a 90. let postupné vyřazení legendárních „devítek“, poslední ve verzi 9TrHT28 dojezdila roku 1993. Do dnešní doby se zachoval 9TrHT28 ev. č. 105, který jezdí na nostalgické lince č. 111. Roku 1995 měl dopravní podnik k dispozici 50 trolejbusů, z toho 1 ks 9TrHT28, 37 ks 14Tr, 1 ks 14TrM a 11 ks 15Tr.
První „čtrnáctky“ začaly v Teplicích jezdit v roce 1983, vyřazovány byly mezi lety 1994 a 2014. První vozy typu 15Tr byly dodány v roce 1990, poslední z nich byl vyřazen roku 2014.
V roce 2006 byl vozový park obnoven dvěma trolejbusy Škoda 24Tr čísel 165 a 166, které o rok později následovaly vozy stejného typu č. 167 a 168 a v roce 2009 poslední tři č. 169–171. Ve stejném roce byly zprovozněny rovněž dva nové kloubové vozy Škoda 25Tr (č. 212 a 213). Dodávky vozidel pokračovaly v letech 2009 a 2010 šesti kusy trolejbusu Škoda 26Tr (č. 172–177) a třemi patnáctimetrovými vozy Škoda 28Tr (č. 214–216), které byly roku 2011 doplněny dalšími třemi vozy téhož typu (č. 217–219). Roku 2013 město nakoupilo tři trolejbusy Škoda 30Tr (č. 178–180) a v roce 2015 jeden typu 28Tr (č. 220).
SOR Libchavy v roce 2011 do Teplic dlouhodobě zapůjčil prototypový vůz SOR TN 12 č. 100, který byl z provozu odstaven v roce 2018.
V roce 2018 město Teplice nakoupilo prvních 5 parciálních trolejbusů Škoda 30Tr (č. 501–505) pro obsluhu části Hudcov.
V roce 2019 byly dodány 2 standardní trolejbusy Škoda 32Tr (č. 181 a 182) a kloubový trolejbus Škoda 33Tr (č. 221). O rok později následovala dodávka další 5 trolejbusů Škoda 32Tr (č. 506–510) s bateriovým pohonem. Následkem dodávek nových trolejbusů bylo odstaveno z provozu několik autobusů a v prosinci 2020 dojezdily též všechny vozy typu Škoda 24Tr.
V prosinci 2020 byly v Teplicích v pravidelném osobním provozu následující typy trolejbusů (celkem 31 kusů):
| Obrázek    | Typ        | Modifikace a podtypy | Počet (k 22. 12. 2020) | Poznámky                        |
| ---------- | ---------- | -------------------- | ---------------------- | ------------------------------- |
| Škoda 25Tr | Škoda 25Tr | Škoda 25Tr           | 2                      |                                 |
| Škoda 26Tr | Škoda 26Tr | Škoda 26Tr           | 6                      |                                 |
| Škoda 28Tr | Škoda 28Tr | Škoda 28Tr           | 7                      |                                 |
| Škoda 30Tr | Škoda 30Tr | Škoda 30Tr           | 8                      | č. 501–505 s bateriovým pohonem |
|            | Škoda 32Tr | Škoda 32Tr           | 7                      | č. 506–510 s bateriovým pohonem |
| Škoda 33Tr | Škoda 33Tr | Škoda 33Tr           | 1                      |                                 |

### Plány do budoucna
V roce 2016 město Teplice plánovalo, že v roce 2017 nakoupí 12 hybridních trolejbusů s elektrickými akumulátory. Kvůli dotacím z Evropské unie právě pro tyto trolejbusy proto prodloužilo provozovateli, Arrivě Teplice, smlouvu na provoz MHD v Teplicích. Na svém čtrnáctém zasedání ze dne 28. května 2017 však zastupitelé odhlasovali návrh na koupi pouze pěti hybridních trolejbusů za cenu cca 75 milionů korun, náklady budou hrazeny z rozpočtu města.
Od 4. září 2017 budou jezdit linky s označením ve stovkové řadě, mezi stávajícím označením a budoucím bude existovat paralela – například z linky 10 se stane linka 110. Plánuje se také vytvoření nových zastávek.

### Linkové orientace
V trolejbusech jsou používány digitální panely BUSE, které jsou umístěny za čelním sklem, na boku a vzadu. Uvnitř jsou malé panely s názvem příštích vysoce frekventovaných stanic. Používáno je taktéž akustické hlášení zastávek.

### Reklama
Trolejbusy je možno nechat polepit celé, či jen části. Uvnitř jsou používána reklamní držadla, klasické letáky A4, nebo propagace prostřednictvím LCD obrazovek BUS TV, které jsou umístěné na kabině řidiče, pokud to ovšem nepřekáží cestujícím.